# 贝西亚纳
贝西亚纳，是西班牙加泰罗尼亚巴塞罗那省的一个市镇。总面积39平方公里，总人口157人（2001年），人口密度4人/平方公里。